# Fresh Wine for the Horses
Fresh Wine for the Horses è il primo disco solista di Rob Dickinson, ex frontman dei Catherine Wheel.
Pubblicato nel settembre 2005 il disco contiene materiale scritto da Dickinson quando faceva ancora parte dei Catherine Wheel, sia dopo lo scioglimento del gruppo. Per il lancio del disco Dickinson ha effettuato un breve tour promozionale negli USA e in Canada in cui ha suonato i nuovi brani unitamente ai brani della vecchia band.

## Lista tracce
1. My Name Is Love  – 4:08
2. Oceans  – 4:19
3. The Night  – 4:17
4. Mutineer – 1:02
5. Intelligent People  – 5:20
6. Handsome  – 5:16
7. Bathe Away  – 4:07
8. The Storm – 3:38
9. Bad Beauty  – 5:30
10. Don't Change  – 5:42
11. Towering and Flowering  – 6:17